# Leptopsalis weberii
Stylocellus weberii is een hooiwagen uit de familie Stylocellidae. De originele naamcombinatie (protoniem) was Stylocellus weberii Hansen & Sørensen, 1904.